# Haideé Aceves
Haideé Viviana Aceves Pérez (Guadalajara, 23 de marzo de 1993) es una deportista mexicana nacida en Guadalajara, Jalisco, inició en la natación como terapia a la artrogriposis múltiple, una enfermedad congénita que le ocasiona limitaciones en el movimiento de sus brazos y piernas, para posteriormente competir en natación adaptada en las clases S2 y S3.
A la edad de 7 años llegó al CRIT – Occidente ubicado en Guadalajara donde inició con su terapia y a los 14 años, se integró al CODE Jalisco para iniciar su carrera en el alto rendimiento.
Al momento de participar en los Juegos Paralímpicos de París 2024 se encontraba electa como regidora de Zapopan para el periodo 2024-2027.

## Trayectoria
Ha participado en seis campeonatos del mundo y en dos Juegos Parapanamericanos.
En 2010, en el Campeonato Mundial de Natación IPC de Eindhoven  obtuvo sus tres primeras medallas y en 2012 obtuvo la medalla de bronce en el Campeonato Mundial de Natación IPC Montreal.
Formó parte de la Delegación Mexicana en los Juegos Paralímpicos de Londres 2012 donde quedó en sexto lugaren los 50 metros estilo libre S3, también participó en los Juegos Paralímpicos de Río 2016 y Tokio 2020.
Recibió una mención honorífica en la entrega del Reconocimiento al Mérito Deportivo de Guadalajara 2023.
Ganó una medalla de plata en los Juegos Paralímpicos de París 2024, en la prueba de 100 espalda (clase S2), prueba durante la cual rompió el récord de América para el momento, con un tiempo de 2 minutos 21 segundos y 79 centésimas.

## Palmarés internacional
| Juegos Paralímpicos | Juegos Paralímpicos | Juegos Paralímpicos | Juegos Paralímpicos |
| Año                 | Lugar               | Medalla             | Prueba              |
| ------------------- | ------------------- | ------------------- | ------------------- |
| 2024                | París (Francia)     | Medalla de plata    | 50 espalda S2       |
| 2024                | París (Francia)     | Medalla de plata    | 100 espalda S2      |